# Água Bonita
Der Água Bonita ist ein etwa 12 km langer rechter Nebenfluss des Rio Tibaji im Norden des brasilianischen Bundesstaats Paraná.

## Geografie

### Lage
Das Einzugsgebiet des Água Bonita befindet sich auf dem Terceiro Planalto Paranaense (Dritte oder Guarapuava-Hochebene von Paraná).

### Verlauf
Sein Quellgebiet liegt im Munizip Assaí auf 558 m Meereshöhe etwa 6 km südlich der Stadtmitte in der Nähe der PR-090 (Estrada do Cerne). 
Der Fluss verläuft in westlicher Richtung. Er mündet auf 337 m Höhe von rechts in den Rio Tibaji. Er ist etwa 12 km lang.

### Munizipien im Einzugsgebiet
Der Água Bonita verläuft vollständig innerhalb des Munizips Assaí.